# Rhagonycha talyschensis
Rhagonycha talyschensis là một loài bọ cánh cứng trong họ Cantharidae. Loài này được Khnzoryan miêu tả khoa học năm 1962.